# Allium kurtzianum
Allium kurtzianum är en amaryllisväxtart som beskrevs av Paul Friedrich August Ascherson, Paul Ernst Emil Sintenis och Fania Weissmann- Kollmann. Allium kurtzianum ingår i släktet lökar, och familjen amaryllisväxter. Inga underarter finns listade i Catalogue of Life.